# Memoria en la piel
Memoria en la Piel es un cortometraje de 1992 dirigido por Ángel Fernández Santos, protagonizada por Olga Hueso, Paco Carrillo,  Amado Cruz y María Kosty.

## Premios
- Mejor Película. Premio Extraordinario del Festival Internacional de Cine independiente de Elche (España)[2]
- Mejor Película. Primer Premio de la Semana de cine de Carabanchel  (España)